# Gongylidioides kaihotsui
Gongylidioides kaihotsui là một loài nhện trong họ Linyphiidae.
Loài này thuộc chi Gongylidioides. Gongylidioides kaihotsui được Kendo Saito & Ono miêu tả năm 2001.